# Kimbe

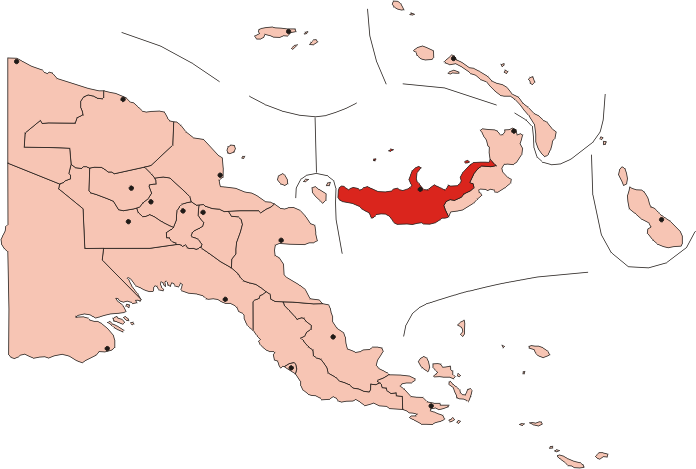
Översiktskarta

Kimbe är huvudort i  West New Britain provinsen i Papua Nya Guinea i Stilla havet.

## Staden
Kimbe är belägen på ön Niu Briten i Bismarckarkipelagen och ligger på öns nordvästra del vid  Stettin Bay (del av Kimbe Bay) och har cirka 15 000 invånare. I närheten ligger vulkanen Mount Garbuna som hade sitt senaste utbrott i oktober 2005.
Den växande staden har förutom förvaltningsbyggnader även ett litet sjukhus, ett postkontor, flera banker, shoppinggallerior och affärer och några hotel. Staden är väldigt populär bland dykare på grund av den rika undervattensvärlden och de många korallreven. I hamnen finns möjligheter till båtutflykter och många lokala dykfirmor har sin bas här. Den mest kända "The Walindi Plantation Resort" har bidragit till grundandet av organisationen Mahonia Na Dari ("Havets väktare") som ska skydda och bevara reven.
Stadens flygplats heter Hoskins (flygplatskod "HKN") och ligger ca 25 km nordöst om centrum.

## Historia
Staden grundades för att skapa en infrastruktur kring och en hamn för den växande  palmoljeindustrin och ligger på platsen för den gamla palmplantagen "San Remo Plantation".
Området hamnade 1884 under tysk överhöghet som del i Tyska Nya Guinea. Staden förvaltades av handelsbolaget Neuguinea-Compagnie som byggde ut den lönande handeln.
Efter första världskriget hamnade Kimbe och hela ön under australiensisk förvaltning.
1942 till 1943 ockuperades hela ön av Japan men återgick sedan till australiensisk förvaltningsmandat tills Papua Nya Guinea blev självständigt 1975.
Idag är stadens hamn den tredje största i hela Papua Nya Guinea och såväl den stora införselhamnen som utskeppningsplatsen för den lokala industrin.